# Lupara bianca
Lupara bianca è una locuzione di origine giornalistica usata in Italia per indicare un omicidio di mafia che prevede l'occultamento o distruzione del corpo della vittima.

## Descrizione
Fa riferimento alla lupara in quanto fucile da caccia siciliano tradizionalmente associato alla mafia. Viene in particolare usato per indicare tale modalità d'esecuzione da parte di Cosa nostra. Una delle modalità dell'atto omicidiario è sciogliere nell'acido le vittime sbarazzandosi successivamente dei resti (questa pratica era principalmente usata dai clan dei Corleonesi di Salvatore Riina).